# Dania na Zimowych Igrzyskach Paraolimpijskich 2006
Reprezentacja Danii na Zimowych Igrzyskach Paraolimpijskich 2006 liczyła 6 sportowców. Na tych igrzyskach sportowcy nie zdobyli żadnego medalu. 

## Reprezentacja Danii

### Narciarstwo klasyczne
- Anne-Mette Bredahl

### Curling
- Bjarne Jensen
- Rosita Jensen
- Jørn Kristensen
- Kenneth Ørbæk
- Sussie Pedersen